# Онге
Онге (швед. Ånge) — містечко (tätort, міське поселення) у північній Швеції в лені Вестерноррланд. Адміністративний центр комуни Онге.

## Географія
Містечко знаходиться у південно-західній частині лена Вестерноррланд за 380 км на північ від Стокгольма.

## Історія
У 1946 році Онге отримало статус чепінга.

## Герб міста
Чепінг Онге використовував у 1948-1970 роках герб.
Сюжет герба: у червоному полі золотий кадуцей, поверх нього на золотій балці червоне колесо з двома крилами обабіч.
Символи вказують на Онге як торговельний і залізничний центр.
Після адміністративно-територіальної реформи, проведеної в Швеції на початку 1970-х років, муніципальні герби стали використовуватися лишень комунами. Елемент цього герб був 1971 року перебраний для нової комуни Онге.

## Населення
Населення становить 2 855 мешканців (2018).

## Спорт
У поселенні базується футбольний клуб Онге ІФ, хокейний Онге ІК та інші спортивні організації.

## Галерея

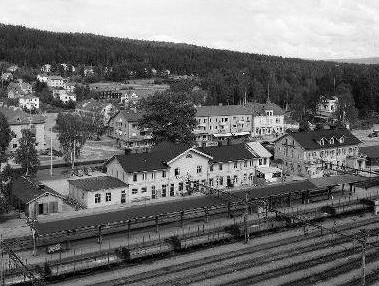
Залізнична станція
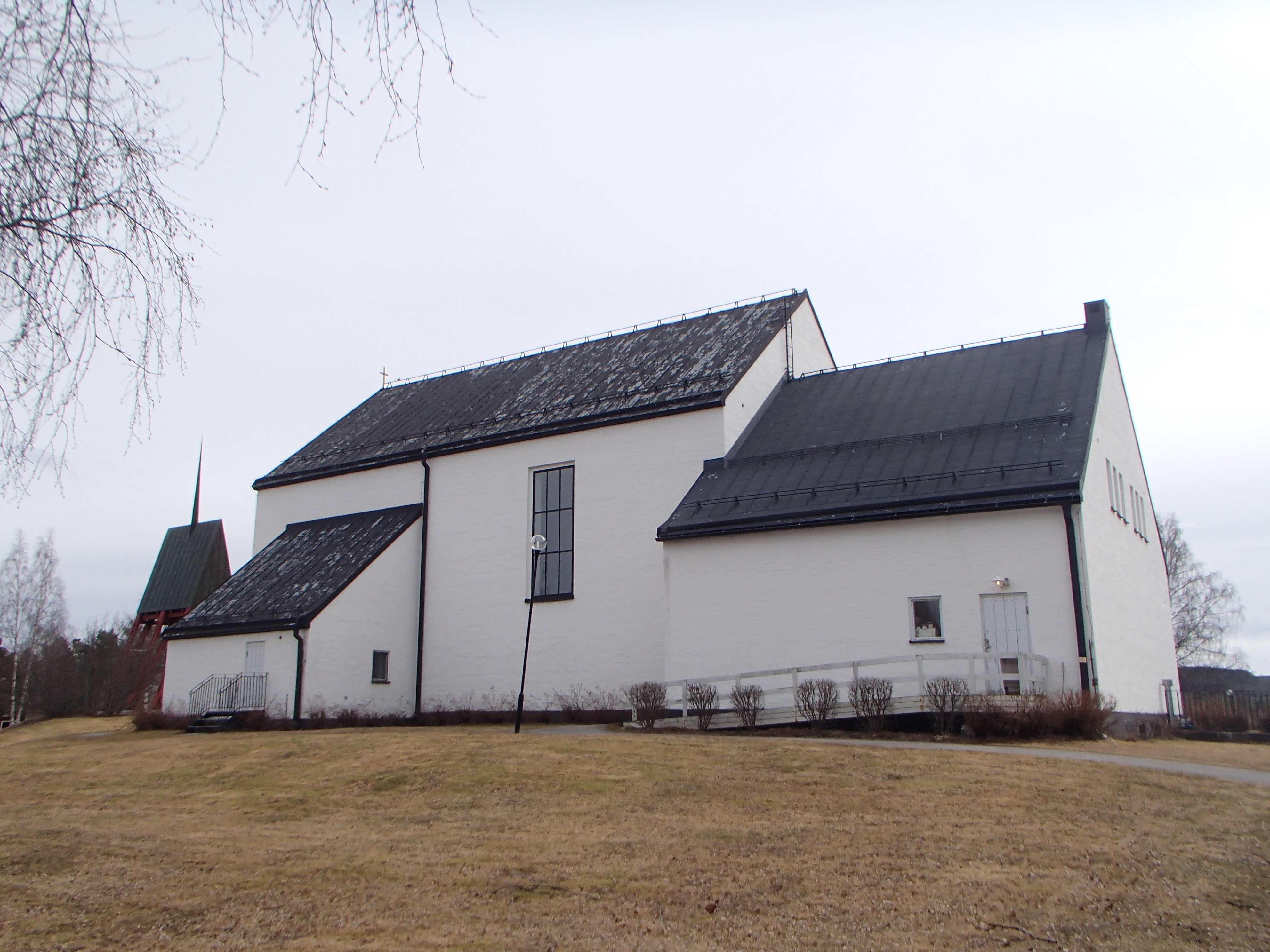
Церква

## Покликання
- Сайт комуни Онге [Архівовано 7 вересня 2020 у Wayback Machine.]